# Abdoul Kaba
Abdoul Kaba, né le 13 mai 1989 à Pointe-Noire en République du Congo, est un animateur et producteur de télévision congolais, également animateur de radio et maître de cérémonie (MC).
Il est notamment connu pour avoir présenté les émissions d'actualités musicales ça fait mal de 2009 à 2012 et ça fait mal show de 2014 à 2015 sur Top TV, Univers Acoustic de 2018 à 2019 à Univers Group Télévision, puis les émissions de téléréalité Primusik en 2012, Vodacom Best of the Best en 2013, 2015, 2017,2019 et 2022 produit par la société de télécommunication Vodacom en République Démocratique du Congo. 
Il a été de 2017 à 2019,  le gérant du label de musique F-Victeam (Family Victory Team) de l’artiste Fally Ipupa. Il est actuellement associé-gérant de l'agence de communication Kaba Lisolo sarl à Brazzaville.

## Biographie

### Jeunesse et Formation
Abdoul Kaba naît le 13 Mai 1989 à Pointe-Noire, où il fait ses débuts dans l’évènementiel et les animations de soirée avant de faire le théâtre au Lycée Victor Augagneur entre 2005 et 2007 dans la compagnie théâtrale L’Arche de Ngoujel.
Peu après il s'installe à Brazzaville où il va faire ses études de droit à l'Université Marien-Ngouabi.

### Carrière
Abdoul Kaba fait sa première apparition à la télévision congolaise en 2009 dans l'émission d'actualité musicale "ça fait mal" diffusée sur Top Tv, chaine de télé dans laquelle il sera responsable des programmes et de production de 2017 à 2019.
En 2012, il prend une dimension nationale en présenta "Primuzik", l'émission de téléréalité musicale pour trouver la plus belle voix de la République du Congo produit par l'Agence de communication Pygma en collaboration avec les Brasseries du Congo (Brasco).
En 2013, après s'être fait découvert par l'agence de communication Pygma , il présenta la première saison de Vodacom Best of the Best l'émission de téléréalité musicale phare au Congo Kinshasa puis s'en suivra la présentation des éditions de 2015, 2017, 2019 et 2022,.
En 2014, il transforme l'émission "ça fait mal" en "ça fait mal show", d'une émission d'actualité musicale en un show live musical qui est diffusé à Brazzaville, Pointe-Noire et Kinshasa.
En 2018, Abdoul Kaba signe son retour à la télévision Kinoise en présentant une émission d'actualité musicale à la chaîne Univers Group TV où il recevra chaque semaine pendant un an plusieurs artistes musiciens congolais, dont Fally Ipupa, le chantre et Pasteur Moïse Mbiye et tant d'autres, sur son plateau.

#### Carrière à la radio
Il a fait des animations radio à Ponton FM.

#### Carrière de producteur
En 2010, Abdoul Kaba crée une entreprise de communication et événementielle "Kaba Lisolo", avec laquelle il a supervisé l'organisation du concert du chanteur chrétien congolais Moïse Mbiye au Shark Club le 12 mai 2019, ainsi que les concerts de nombreux autres artistes. 

#### Management musicale
En 2017, il est nommé  Gérant du label musical F-Victeam fondé par l'artiste congolais Fally Ipupa en 2006, avec pour objectif de dénicher les prochaines stars de la musique congolaise et de les accompagner,.
Il a aussi assuré la présentation lors du concert de la star africaine Fally Ipupa, le 28 février 2020 à l'AccorHotels Arena (ex-Bercy) devant 20 000 spectateurs,.

## Bilan médiatique

### Maître de cérémonie
- 2012 : Présentateur de Primuzik en République du Congo[11]
- Depuis 2013 : Présentateur de Vodacom Best of the Best en République Démocratique du Congo
- 2013 - 2015 : Présentateur du FESPAM (Festival Panafricain de Musique) en République du Congo
- 2013 et 2014 : Présentateur du Festival des grillades à Kinshasa
- 2014 : Présentateur du BRAZZA FESTIVAL avec Youssoupha, Hiro et Adama à Brazzaville
- 2015 : Présentateur du spectacle de clôture des XIes jeux africains à Brazzaville
- 2015 : Présentateur  de la soirée de gala de la 47e assemblée générale de l'AFRAA à Brazzaville
- 2019 : Présentateur du concert du chantre gospel Moïse Mbiye au Shark Club à Kinshasa
- 2020 : Présentateur du concert de Fally Ipupa à l'AccorHotels Arena (ex-Bercy) à Paris

### Présentateur Télé
- 2009 - 2012 : ça fait mal (Top TV)
- 2014 - 2015 : ça fait mal show (Top TV)
- 2018 - 2019 : Univers Acoustic (Univers Group Télévision)